# Zonopterus consanguineus
Zonopterus consanguineus là một loài bọ cánh cứng trong họ Cerambycidae.